# Aeroportul Luleå-Kallax
Aeroportul Luleå-Kallax (IATA: LLA, ICAO: ESPA) este un aeroport din Comuna Luleå, Norrbottens län, Suedia ce deservește zona Luleå. Aeroportul a fost tranzitat în decembrie 2022 de 89.302 pasageri. A fost deschis în 1944 și numit după zona deservită.
Situat la o altitudine de 20 m, aeroportul dispune de 1 pistă. Este operat de Swedavia⁠(d).

## Infrastructură

### Piste
Aeroportul dispune de o singură pistă. Pista 14/32 are suprafața de asfalt și dimensiunile 3.350 m × 45 m. 